# Run Baby Run (canción de Sheryl Crow)
«Run Baby Run» —en español: «Corre nena corre»— es una canción de la cantante estadounidense Sheryl Crow de su primer álbum, Tuesday Night Music Club, publicado por A&M Records en 1993 como su sencillo de debut. No logró trazar en los Estados Unidos, pero alcanzó su punto máximo en No. 86 en Canadá, No. 83 en el Reino Unido y No. 45 en los Países Bajos. «Run Baby Run» fue lanzado por tercera vez en el Reino Unido después del éxito de «All I Wanna Do» y «Strong Enough», alcanzando el No. 24 en la UK Singles Chart.

## Trasfondo y composición
Según Crow, la canción fue escrita en 1992 después de que se anunciaran los resultados de las elecciones presidenciales (elección presidencial de los Estados Unidos de 1992), marcando la transición «de un conservador George H. W. Bush a un joven, poco convencional, apuesto Bill Clinton». La canción describe a una joven nacida el 22 de noviembre de 1963, «el día en que murió Aldous Huxley» (a quien Crow llama un «portavoz literario de la década de 1960»). Creció en una estructura social conservadora (donde la gente «habla de días mejores»), sin embargo, sus padres son hippies: su madre experimenta con drogas mientras que su padre es un activista político. Como resultado, se siente atrapada entre generaciones y ha aprendido del ejemplo de sus padres a huir de los problemas o de las personas que se acercan demasiado a ella.
Crow ha declarado que, si bien la canción no es autobiográfica, ella puede relacionarse con ciertos aspectos del personaje.

## Recepción en la crítica
James Masterton describió «Run Baby Run» como un «tema himno» en su comentario semanal sobre las listas del Reino Unido en Dotmusic. Alan Jones de Music Week escribió: «Un debut impresionante para la Srta. Crow en una pista que huele a The Beatles: «Happiness Is A Warm Gun» y «Old Brown Shoe» en partes. Crow, que posee una voz gutural y distintiva, es más que probable que se convierta en una exitosa artista de álbumes, pero esto merece ser escuchado».

## Rendimiento en las listas
«Run Baby Run» se lanzó originalmente en 1993 en América del Norte, el Reino Unido, Europa y Australia. No figuró en los charts de Estados Unidos, pero en Canadá, apareció brevemente en el ranking RPM 100, alcanzando el puesto número 86 el 24 de enero de 1994. En 1994, la canción fue relanzada en Europa y debutó en el puesto 83 en la UK Singles Chart, pero cayó del top 100 la semana siguiente. A finales de mayo de 1994, apareció en el Single Top 100 holandés, alcanzando el puesto 45 la semana después de su debut. En Australia, se estancó en el puesto 156 en la ARIA Singles Chart en junio de 1994. «Run Baby Run» fue reeditado nuevamente en Europa en 1995, esta vez entrando en el top 30 del Reino Unido y alcanzando el No. 24 el 23 de julio. Durante este período, alcanzó el puesto 95 en el Eurochart Hot 100. En enero de 1996, la pista experimentó un aumento de popularidad en la radio canadiense y en el adulto contemporáneo, y finalmente alcanzó el puesto 44 en la lista de adultos contemporáneos de RPM.

## Video musical
El video musical que acompaña a la canción fue dirigido por David Hogan y David Cameron[cita requerida] y presenta a Crow cantando en una habitación roja con su banda. Más tarde se publicó en el canal oficial en YouTube de Crow en septiembre de 2010. El video ha acumulado más de 4,5 millones de visitas hasta septiembre de 2021. En 2022 el video se remasterizó en HD.

## Lista de canciones
| CD (Estados Unidos) 1. «Run Baby Run» 2. «Leaving Las Vegas» (versión acústica) 3. «All by Myself» 4. «Reach Around Jerk» CD (Australia, Holanda, Francia) 1. «Run Baby Run» (edición del sencillo) – 4:28 2. «All by Myself» 7" (Reino Unido) A. «Run Baby Run» B. «All by Myself» CD 1 (Reino Unido) 1. «Run Baby Run» 2. «All by Myself» 3. «The Na-Na Song» 4. «Reach Around Jerk» CD 2 (Reino Unido, Europa) 1. «Run Baby Run» (edición del sencillo) 2. «Leaving Las Vegas» (versión acústica) | CD (Reino Unido, Europa) 1. «Run Baby Run» 2. «Leaving Las Vegas» (versión acústica) 3. «All by Myself» 4. «Reach Around Jerk» CD 1 (Reino Unido) 1. «Run Baby Run» 2. «Can't Cry Anymore» (live in Nashville) 3. «Reach Around Jerk» (live in Nashville) 4. «I Shall Believe» (live in Nashville) Casete (Europa) A. «Run Baby Run» B. «Leaving Las Vegas» (live in Nashville) CD 2 (Reino Unido) 1. «Run Baby Run» 2. «Strong Enough» (live in Nashville) 3. «No One Said It Would Be Easy» (live in Nashville) 4. «The Na-Na Song» (live in Nashville) |

## Posicionamiento en las listas
| Lista (1993–1996)                      | Posición más alta |
| -------------------------------------- | ----------------- |
| Australia (ARIA)                       | 156               |
| Europa (Eurochart Hot 100)             | 95                |
| Italia (Musica e dischi)               | 17                |
| Países Bajos (Mega Single Top 100)     | 45                |
| Escocia (Scottish Singles Sales Chart) | 16                |
| Reino Unido (UK Singles Chart)         | 24                |